# Mycosphaerella praecox
Mycosphaerella praecox är en svampart som först beskrevs av Giovanni Passerini, och fick sitt nu gällande namn av Gustav Lindau 1897. Mycosphaerella praecox ingår i släktet Mycosphaerella och familjen Mycosphaerellaceae.   Inga underarter finns listade i Catalogue of Life.